# Dufourea leachi
Dufourea leachi är en biart som beskrevs av Timberlake 1939. Dufourea leachi ingår i släktet solbin, och familjen vägbin. Inga underarter finns listade i Catalogue of Life.